# Brandkopfhöhle
Die Brandkopfhöhle ist eine Höhle bei Obergrüne im Tal des Grüner Bachs in Iserlohn. Sie ist benannt nach dem Bergvorsprung Brandkopf als Teil des 390 m hohen Fröndenbergs.
Die Brandkopfhöhle mit der Katasternummer 4612/18 ist eine der über 100 Iserlohner Höhlen.
Der Eingang der Höhle befindet sich in Obergrüne nahe dem ehemaligen Gasthof Bölling, Grüner Talstraße, Ecke Eichenohl.
Die Höhle ist je nach Quelle 45 oder 15 Meter lang. Sie enthält Tropfsteine.